# اريك لوسون
اريك لوسون (بالإنجليزية: Eric Lawson)‏ هو شخصية أعمال وسياسي أسترالي، ولد في 1910، وتوفي في 1993.